# Pavoraja arenaria
Pavoraja arenaria (лат.) — вид хрящевых рыб рода семейства Arhynchobatidae отряда скатообразных. Обитают в тропических водах Индийского океана. Встречаются на глубине до 712 м. Их крупные, уплощённые грудные плавники образуют округлый диск со треугольным рылом. Максимальная зарегистрированная длина 34,3 см. Откладывают яйца. Не являются объектом целевого промысла. 

## Таксономия
Впервые новый вид был научно описан в 2008 году. Видовой эпитет происходит от слова лат. arenarium — «песок». Голотип представляет собой неполовозрелого самца длиной 27,2 см, пойманного в Большом Австралийском заливе (33°20′ ю. ш. 128°28′ в. д.) на глубине 357—377 м. Паратипы: самки длиной 19,0—34,7 см, самцы длиной 17,3—34,3 ,пойманные там же на глубине 192—712.

## Ареал
Эти скаты являются эндемиками западного и южного побережья Австралии. Встречаются на внешнем крае континентального шельфа в верхней части материкового склона на глубине от 190 до 712 м, наиболее распространены в диапазоне 300—400 м.

## Описание
Широкие и плоские грудные плавники этих скатов образуют ромбический диск с широким треугольным рылом и закруглёнными краями.  На вентральной стороне диска расположены 5 жаберных щелей, ноздри и рот. Хвост длиннее диска. На хвосте имеются латеральные складки. У этих скатов 2 редуцированных спинных плавника и редуцированный хвостовой плавник.
Максимальная зарегистрированная длина 34,3 см.

## Биология
Эти скаты откладывают яйца, заключённые в роговую капсулу с «рожками» по углам. Самцы достигают половой зрелости при длине 29—33 см.

## Взаимодействие с человеком
Эти скаты не являются объектом целевого лова. Могут попадаться в качестве прилова при донном тралении. Данных для оценки Международным союзом охраны природы охранного статуса вида недостаточно.